# Linda Cardellini
Linda Edna Cardellini (født 25 juni 1975) er en amerikansk tv-og-film-skuespillerinde. Hun er bedst kendt for sine roller som gymnasieeleven Lindsay Weir i Freaks and Geeks, som Velma Dinkley i live-action Scooby-Doo filmen, og som Samantha Taggart i Skadestuen. Karakteren Sarah Marshall i filmen Forgetting Sarah Marshall er løst baseret på hende.

## Tidlige liv
Cardellini blev født i Redwood City, Californien, som datter af Lorraine (født Hernan) og Wayne David Cardellini. Hun gjorde sin første offentlige optræden i en alder af 10, da hun sang i et skolestykke. Efter forestillingen, medvirkede hun i flere skole produktioner og begyndte at deltage i drama lektioner. Hun er uddannet fra den katolske St. Francis High School i 1993.

## Personlige liv
Cardellini gik Loyola Marymount University 's College of Kommunikation & Fine Arts, og tog sin eksamen i 2001 med en grad i teaterkunst.
Cardellini dannede par med hendes Freaks and Geeks medspiller Jason Segel i et par år efter showets aflysning. Hun nyder kunst (især af Margaret Keane) og går til kampsport.

## Filmografi
| År   | Titel                          | Rolle              | Noter     |
| ---- | ------------------------------ | ------------------ | --------- |
| 1997 | Good Burger                    | Heather            |           |
| 1998 | Dead Man on Campus             | Kelly              |           |
| 1998 | Strangeland                    | Genevieve Gage     |           |
| 1999 | The Prince and the Surfer      | Melissa            |           |
| 2001 | Legally Blonde                 | Chutney            |           |
| 2001 | The Unsaid                     | Shelly Hunter      |           |
| 2002 | Scooby-Doo                     | Velma Dinkley      |           |
| 2003 | Certainly Not a Fairytale      | Adelle             | Forfatter |
| 2004 | Scooby Doo 2 - Uhyrerne er løs | Velma Dinkley      |           |
| 2004 | Jiminy Glick in Lalawood       | Natalie Coolidge   |           |
| 2004 | LolliLove                      | Linda              |           |
| 2005 | Brokeback Mountain             | Cassie             |           |
| 2005 | American Gun                   | Mary Ann Wilk      |           |
| 2006 | Grandma's Boy                  | Samantha           |           |
| 2008 | The Lazarus Project            | Julie Ingram       |           |
| 2010 | The Irishman                   | Joan Madigan       |           |
| 2010 | Super                          | Pet Store Employee |           |
| 2011 | Return                         | Kelli              |           |
| 2018 | Green Book                     | Dolores            |           |
| 2019 | The Curse of La Llorona        | Anna Garcia        |           |